# Stenygra globicollis
Stenygra globicollis là một loài bọ cánh cứng trong họ Cerambycidae.